# 台湾鉄路管理局DL2500型ディーゼル機関車
台湾鉄路管理局DL2500型ディーゼル機関車（たいわんてつろかんりきょくDL2500がたディーゼルきかんしゃ、正体字: 台鐵DL2500型調動機）は、台湾鉄路管理局（以下、「台鉄」）の入換用ディーゼル機関車。2016年から2018年まで、4度にわたって合計24両納入された。

## 概要
台鉄の10トン級から20トン級の入換用機関車は、既に30年以上使用されており、性能不足及び保守部品の入手が困難になってきたことから、新型の入換用ディーゼル機関車を24両調達し、効率化を図る計画が立てられた。
最終的に総額4億3,000万台湾元で採用された調達計画に対し、2015年1月22日、台湾の宇晟機械工程(Yuken Machinery & Engineering) が2億9,000万台湾元で落札し、韓国の新盛システム(Shinsung System) が製造することとなった。しかし、韓国製車輌について、台鉄では、1996年に現代精工（後の現代ロテム）が製造したE1000型電車における高頻度な故障や、現代ロテムに統合後にサポートを放棄した問題などがあったことから、現場整備員などから同様の問題の発生が懸念されていた。
懸念されたリスクを回避するため、調達する24両の入換用機関車を4回に分割して生産し、その都度台鉄職員を製造工場へ派遣し、監督と検査を実施し、問題点解決後に台湾へ納入する手順をとった。その後、台鉄は独立検証及び妥当性確認(IV&V)制度を導入し、テュフ・ラインランドの協力を得て、RAMS分析方式による保証期間内における技術サービスの提供を受けることとなった。
台鉄も交通部の政策変更に合わせて安全性の強化と運転士の監督管理を行い、運転士の技能と健康診断の実施に関する改定を実施した。国営鉄道の運転士免許に「車輌入換用機関車の運転及び車輌基地内を運転する運転士」の区分が追加され、2020年から当該運転士免許の申請受付業務を開始した。

## 主要諸元
米国カミンズ製のQSC8.3ディーゼルエンジンを使用し、直列6気筒4ストロークで275馬力の能力及びエンジンコントロールユニットを備える。トルクコンバータは、日立ニコトランスミッションのTDCN-22-1056を採用し、2軸駆動で、設計最高速度は25km/h、500tの牽引が可能となった。旧型の入換用機関車は最高速度15km/h、牽引は150tから320t程度であったため、大幅に性能がアップした。
性能の向上に加え、運転室に空調設備、扇風機、照明などが設置され環境整備が行われたほか、デッドマン装置、速度記録装置、留置用ブレーキ、消灯回送機能などの設備が追加され、列車の最後尾に連結して回送することが可能になった。旧型の入換用機関車は、回送時に長物車に積載する必要があったこととから、手間がかかっていた。
DL2500型の登場により、入換用機関車の狭小かつ粗末なイメージを一新させた。

## 配備駅
|          | 1次車                                                                                     | 2次車                                                                                     | 3次車                                                                                       | 4次車 |
| -------- | ----------------------------------------------------------------------------------------- | ----------------------------------------------------------------------------------------- | ------------------------------------------------------------------------------------------- | --- |
| 製造年   | 2016年3月                                                                                 | 2016年8月                                                                                 | 2017年4月                                                                                   | 2018年3月                                                                                                 |
| 製造番号 | S0179－S0184                                                                              | S0192－S0197                                                                              | S0199－S0204                                                                                | S0221－S0226                                                                                              |
| 配備駅   | DL-2501:宜蘭駅 DL-2502:瑞芳駅 DL-2503:鶯歌駅 DL-2504:漢本駅 DL-2505:和平駅 DL-2506:和仁駅 | DL-2507:瑞芳駅 DL-2508:鶯歌駅 DL-2509:北埔駅 DL-2510:和平駅 DL-2511:宜蘭駅 DL-2512:二結駅 | DL-2513:新豊駅 DL-2514:成功駅 DL-2515:清水駅 DL-2516:田中駅 DL-2517:新営駅 DL-2518:九曲堂駅 | DL-2519:加禄駅 DL-2520:五堵貨物駅 DL-2521:五堵貨物駅 DL-2522:五堵貨物駅 DL-2523:五堵貨物駅 DL-2524:岡山駅 |

## 画像ギャラリー

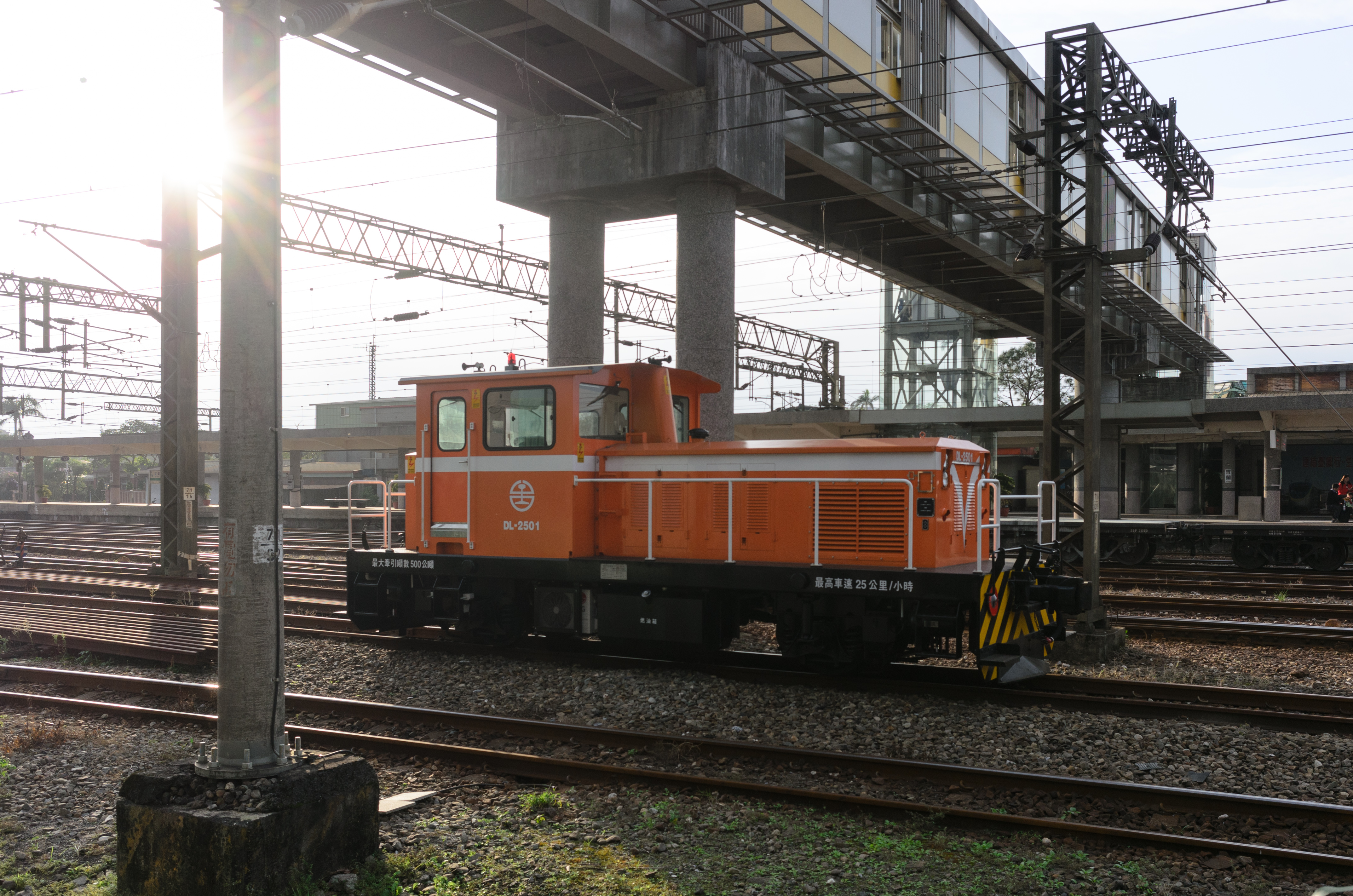
DL-2501
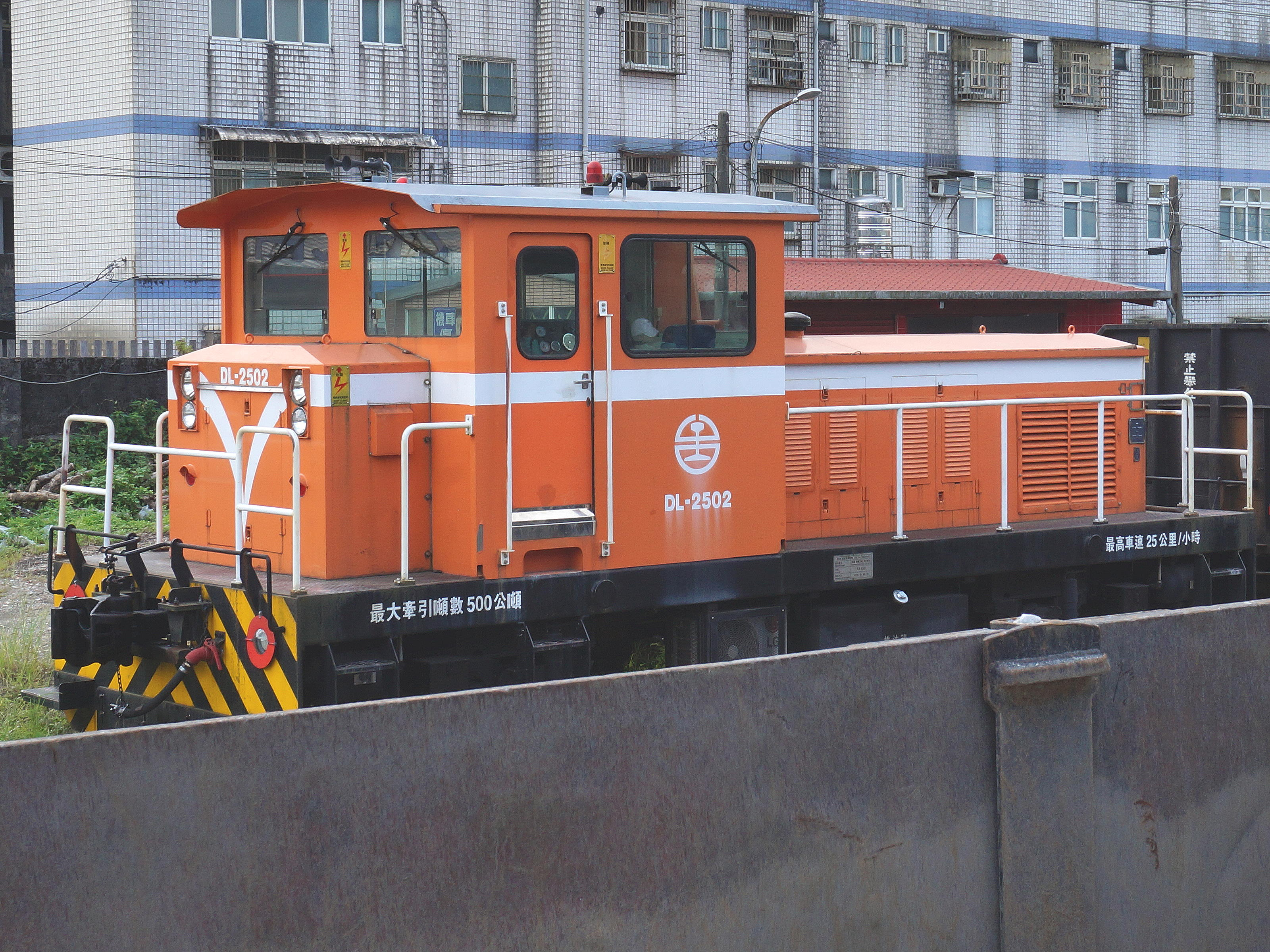
DL-2502
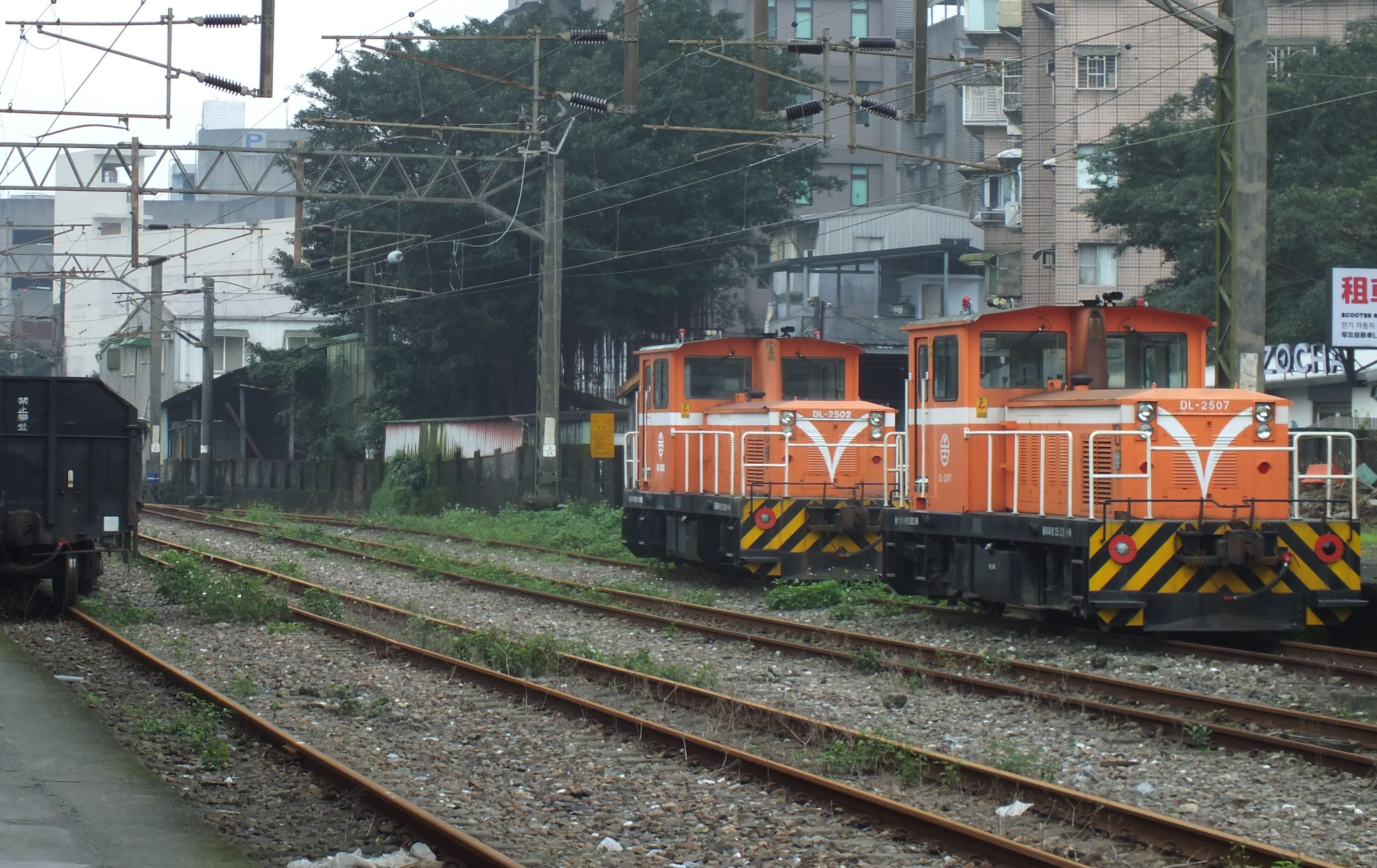
DL-2502とDL-2507
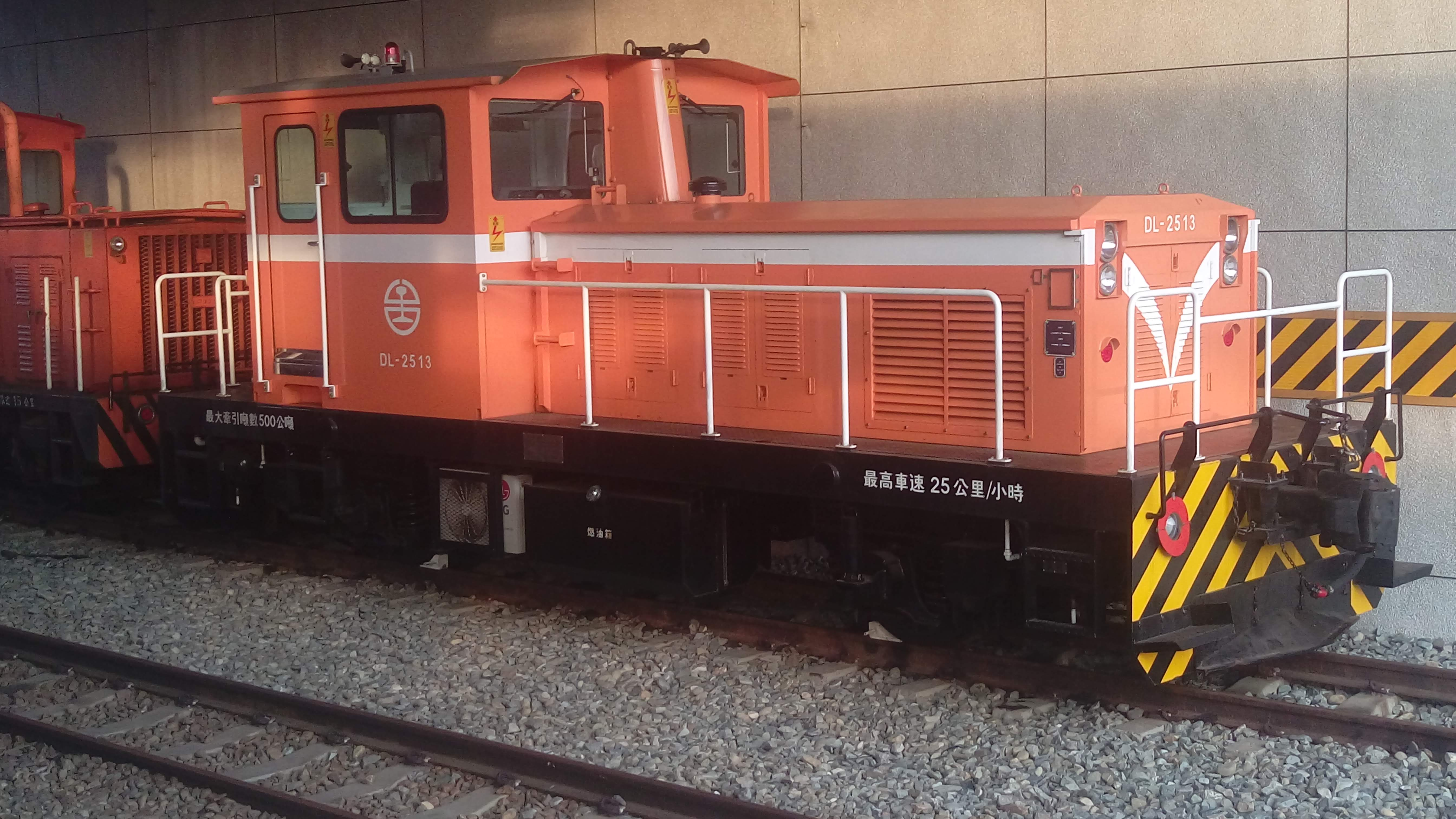
DL-2513
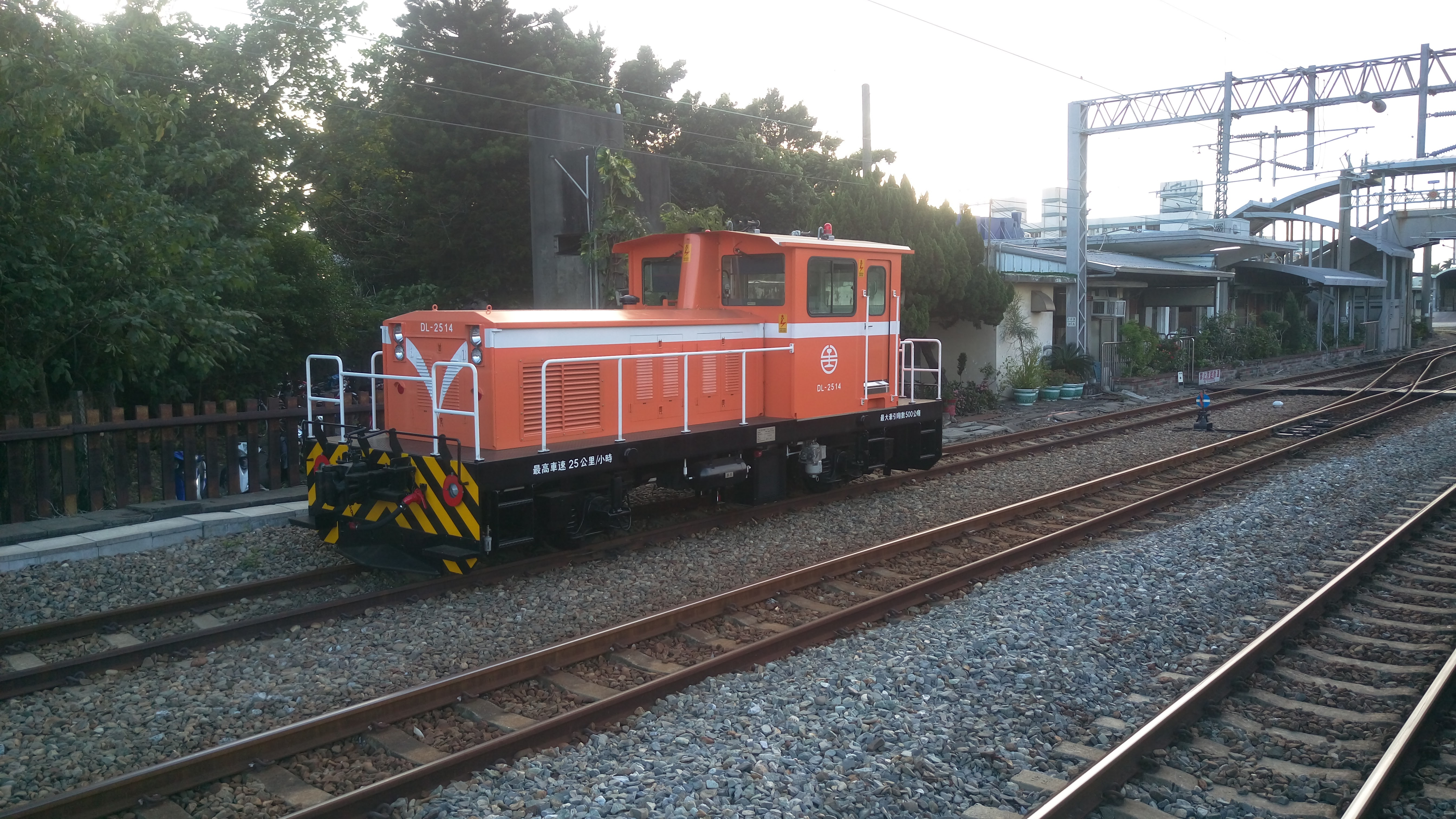
DL-2514
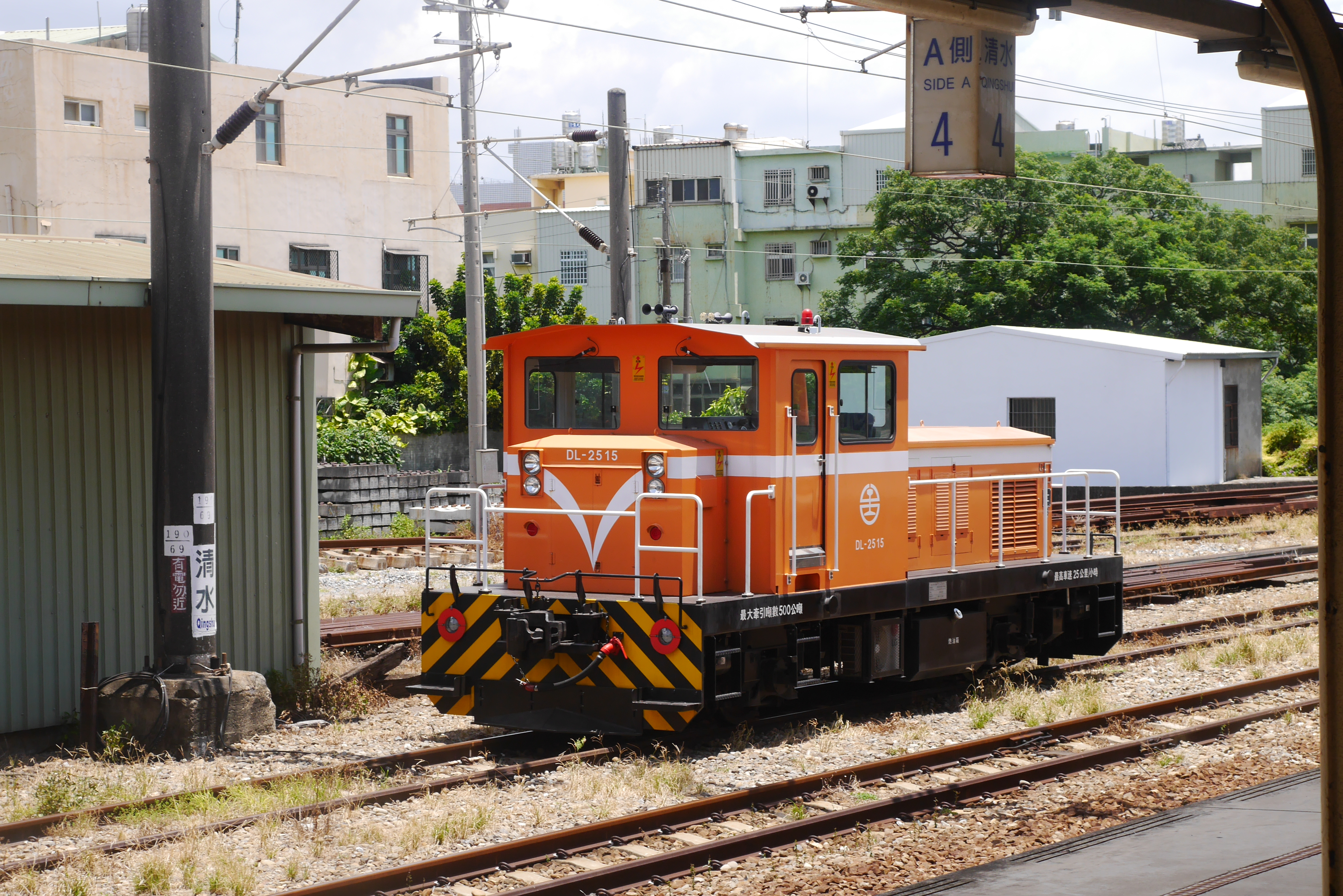
DL-2515
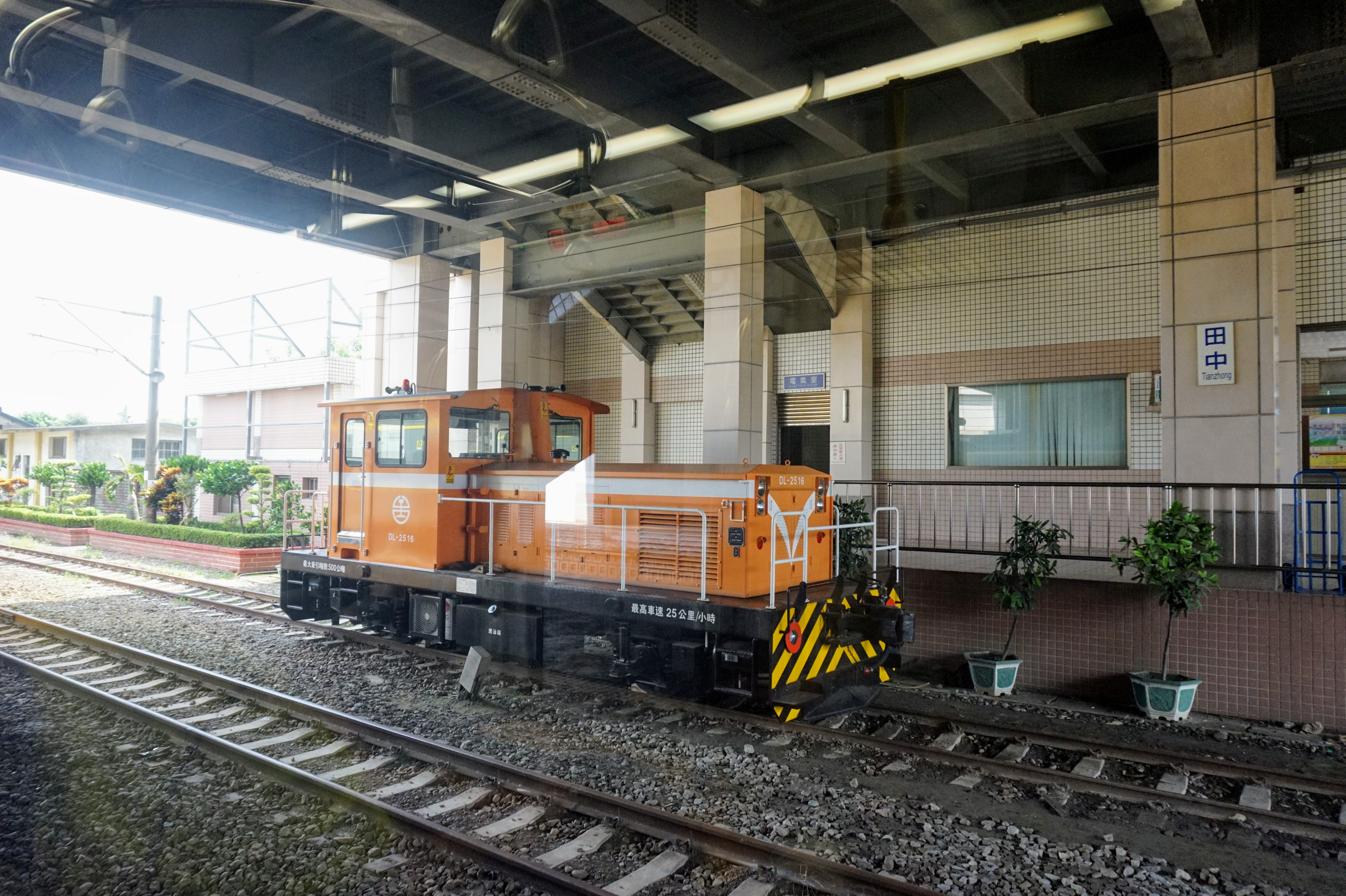
DL-2516
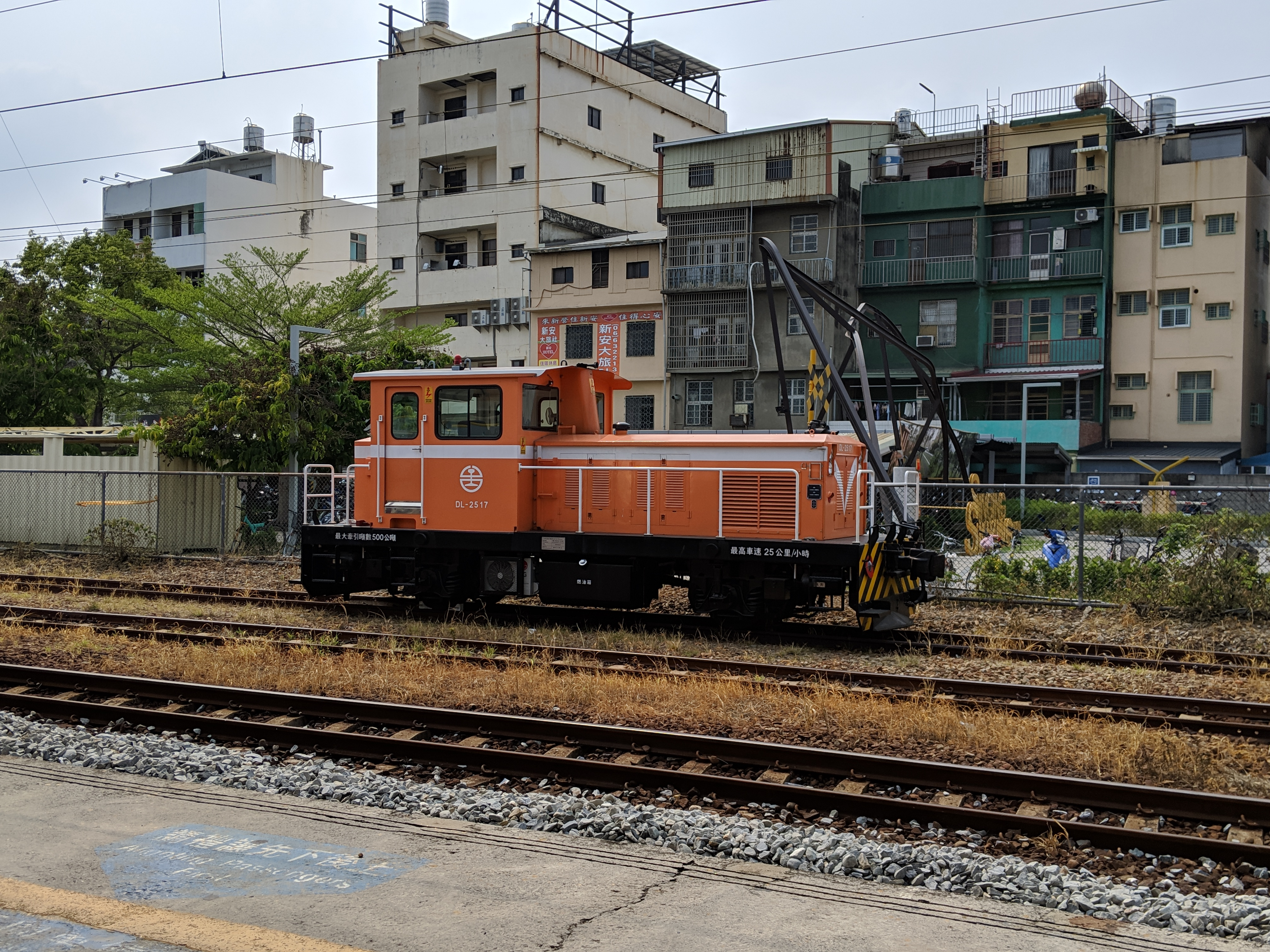
DL-2517
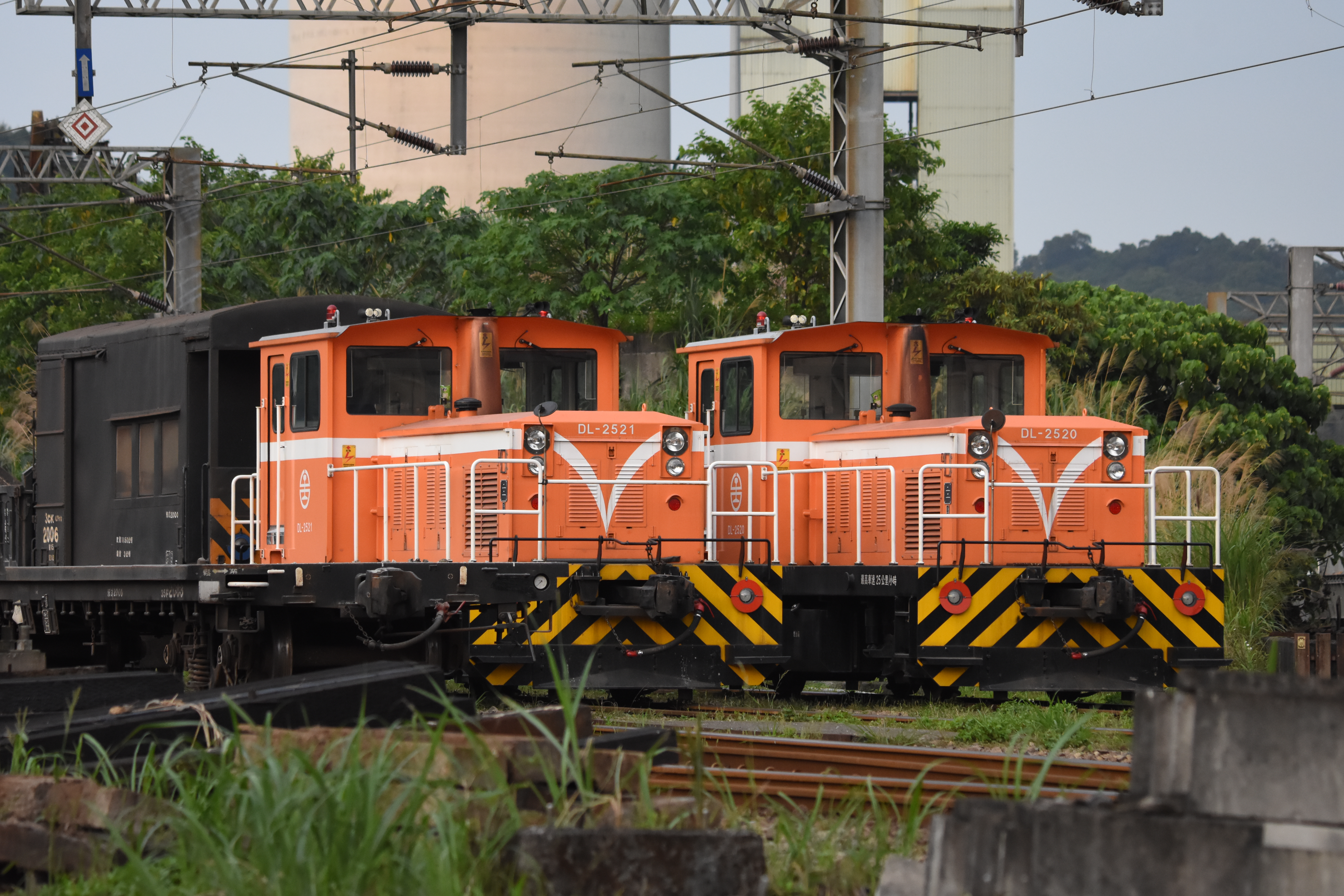
DL-2520とDL-2521